# Коле Торе (Кјети)
Коле Торе (итал. Colle Torre) је насеље у Италији у округу Кјети, региону Абруцо.
Према процени из 2011. у насељу је живело 61 становника. Насеље се налази на надморској висини од 379 м.